# Emily Swallow
Emily Rebecca Swallow, född den 18 december 1979 i Washington D.C. är en amerikansk skådespelare.
Swallow har bland annat medverkat i TV-serierna Supernatural 2015-2020, SEAL Team 2019-2021 och The Mandalorian 2019-2023. Hon kommer även medverka TV-serien Castlevania: Nocturne som är en uppföljare till Castlevania som hon också medverkade i mellan 2017 och 2021.  

## Filmografi (i urval)
- 2015-2020: Supernatural
- 2017-2021: Castlevania
- 2019-2021: SEAL Team
- 2019-2023: The Mandalorian